# 渡邊あゆみ
渡邊 あゆみ（わたなべ あゆみ、1960年1月29日 - ）は、NHK元エグゼクティブアナウンサー。入局当時は「久能木 あゆみ」、後に「黒田 あゆみ」など戸籍上の本名で活動していた。

## 人物
横浜国立大学教育学部附属横浜中学校、神奈川県立湘南高等学校、東京大学教養学部イギリス科 卒業。
1982年NHKに入局。東京アナウンス室→日本語センター出向→NHK横浜放送局→東京アナウンス室→日本語センター出向　で勤務。2025年3月限りでNＨＫを定年退職した。
私生活
横浜市生まれで、幼少時から学生時代までは鎌倉市で育った。好きなものは和洋スイーツ、趣味は西洋アンティーク鑑賞、インテリア、ガーデニングなど家の手入れ、フランス語など。NHK入局後に結婚したが、1997年に離婚。2005年に再婚し、活動名義を結婚後の本名である「渡邊」姓に改めた。

## 現在の出演番組等
テレビ
- 100年インタビュー（司会（不定期） 2007年2月5日～）
- プレミアムカフェ（司会 2016年4月～）
- 偉人たちの健康診断（司会 2017年10月18日～）[7]

ラジオ
その他
- NHK（首都圏5波全中）及びBSのコールサイン・局名のアナウンス

※以下の放送切替時のIDアナウンスをする。ナレーションフォーマットは、総合（デジタル）テレビの場合「JOAK-（D）TV。NHK東京総合(デジタル）テレビジョンです」、ラジオ第1放送の場合「JOAK。NHK東京第1放送です」、FM放送の場合「JOAK-FM。NHK東京FM放送です」という。渡邊は、テレビの10秒、ラジオの5秒の枠をほぼ使い切っている。
- - JOAK-TV NHK東京総合テレビジョン
  - JOAB-TV NHK東京教育テレビジョン

※以上は2011年7月24日に地上アナログ放送終了に伴い、廃止された。
- - JO24-BS-HDTV NHK衛星ハイビジョン（ - 2007年9月30日）

※以上は2007年10月31日にアナログ衛星放送用免許を総務省に返上し、放送衛星システムからの委託事業放送となったことから、コールサインアナウンスが廃止された。
- - JOAK-DTV NHK東京総合デジタルテレビジョン
  - JOAB-DTV NHK東京教育デジタルテレビジョン
  - BSデジタル101ch NHKデジタル衛星第1テレビジョン（JO21-BS-TVアナログ衛星第1とJO22-BS-TVアナログ衛星第2は別のアナウンサーが担当）
  - BSデジタル102ch NHKデジタル衛星第2テレビジョン
  - BSデジタル103ch NHKデジタル衛星ハイビジョン
  - JOAK NHK東京第1放送
  - JOAB NHK東京第2放送
  - JOAK-FM NHK東京FM放送

## 過去の出演番組
東京アナウンス室時代
- NHKニュースワイド - リポーター
- ニュースセンター9時（1983年4月 - 1985年3月）- ディレクター[8]
- NHKニュース (午後7時)（1985年4月1日 - 1986年8月29日、1990年4月2日- 1993年4月2日）- キャスター
- NHKナイトワイド（1987年4月11日 - 1988年4月2日）- 土曜キャスター
- にっぽん水紀行（1988年） - 語り
- NHKモーニングワイド（1989年1月14日 - 1990年3月31日）- 土曜キャスター
- NHKニュースおはよう日本（1993年4月4日 - 1995年4月2日）- 土日祝キャスター
- 人形歴史スペクタクル 平家物語（1993年 - 1995年）- ナレーション
- 生活ほっとモーニング（1995年4月3日 - 1999年10月1日）- 司会
- 夢伝説 〜世界の主役たち〜（2001年4月2日 - 2002年3月11日）- 司会
- インタラクTV 遊&知（2001年4月7日 - 2002年3月23日）- 司会
- 親の顔が見てみたい?（2002年4月8日 - 2003年3月17日）- 司会
- おしゃべりクイズ疑問の館（2003年4月 - 2004年3月）- 司会・館の主
- スタジオパークからこんにちは（2004年4月5日 - 2006年3月22日）- 司会
- BSディベート
- シネマの扉（2006年4月7日 - 2007年3月23日）
- 知るを楽しむ 人生の歩き方（2006年4月 - 2009年3月）- 聞き手
- 新・話の泉（2006年4月 - 2010年3月）- 司会
- 新BSディベート
- ETVスペシャル - 司会・ナレーター
- NHKスペシャル - ナレーター
- ペットの飼い方 - 司会
- 歴史秘話ヒストリア（2009年4月1日 - 2016年3月16日）- 案内役
- ワイルドライフ 第58回 (BSプレミアム、2011年3月28日) - ナレーション
- たとえBAR (2018年8月18日[9]・2019年3月30日[10]) - ナレーション
- 俳優・津川雅彦さんをしのんで（2018年9月2日）- 司会

日本語センター出向時代
- もう一度見たい教育テレビ（2009年1月3日、5月5日、8月2日、10月25日、12月31日）- 司会
- ラジオ深夜便（2020年4月 - 2024年3月21日、毎月第1週、第3週木曜日）- アンカー

横浜局異動後
- 横浜発ラジオ深夜便（2012年7月27日）- アンカー
- アナウンス統括
- FMラジオニュース（不定期）

## 著書
- 『ママでなきゃ、だめ! ワーキング・ウーマンの子育て戦争』 マガジンハウス、1992年
- 『ママ、明日はお休み?』 マガジンハウス、1996年
- 『言葉で凛と!女をあげる』 PHP研究所、1998年